# ساروس خورشیدی ۱۴۵
ساروس ۱۴۵ دوره‌ای زمانی با چرخه‌ای حدود ۱۸ سال و ۱۱ روز و ۸ ساعت (تقریباً ۶۵۸۵ و یک سوم روز) است که شامل ۷۷ خورشیدگرفتگی می‌شود.

## رخدادها
| ساروس | عضو | تاریخ                        | زمان (بزرگ‌ترین) ساعت هماهنگ جهانی | نوع    | مکان طول و عرض جغرافیایی | گاما    | قدر    | گُستره (km) | مدت زمان (دقیقه: ثانیه) | منبع |
| ----- | --- | ---------------------------- | --------------------------------- | ------ | ------------------------ | ------- | ------ | ---------- | ----------------------- | ---- |
| ۱۴۵   | ۱   | ۴ ژانویه ۱۶۳۹                | ۴:۵۶:۱۹                           | جزئی   | 64.6N 80E                | 1.565   | 0.0009 |            |                         |      |
| ۱۴۵   | ۲   | ۱۴ ژانویه ۱۶۵۷               | ۱۳:۰۸:۱۱                          | جزئی   | 63.7N 52.7W              | 1.5547  | 0.0171 |            |                         |      |
| ۱۴۵   | ۳   | ۲۵ ژانویه ۱۶۷۵               | ۲۱:۱۹:۴۸                          | جزئی   | 62.9N 175.1E             | 1.5434  | 0.0346 |            |                         |      |
| ۱۴۵   | ۴   | ۵ فوریه ۱۶۹۳                 | ۵:۲۷:۰۹                           | جزئی   | 62.2N 44.2E              | 1.5276  | 0.0597 |            |                         |      |
| ۱۴۵   | ۵   | ۱۷ فوریه ۱۷۱۱                | ۱۳:۳۰:۱۵                          | جزئی   | 61.6N 85.4W              | 1.5077  | 0.0919 |            |                         |      |
| ۱۴۵   | ۶   | ۲۷ فوریه ۱۷۲۹                | ۲۱:۲۷:۰۲                          | جزئی   | 61.2N 146.6E             | 1.4817  | 0.1347 |            |                         |      |
| ۱۴۵   | ۷   | ۱۱ مارس ۱۷۴۷                 | ۵:۱۸:۰۸                           | جزئی   | 61N 20.2E                | 1.4504  | 0.1872 |            |                         |      |
| ۱۴۵   | ۸   | ۲۱ مارس ۱۷۶۵                 | ۱۳:۰۱:۴۵                          | جزئی   | 61N 104.3W               | 1.412   | 0.2524 |            |                         |      |
| ۱۴۵   | ۹   | ۱ آوریل ۱۷۸۳                 | ۲۰:۳۸:۳۹                          | جزئی   | 61N 132.8E               | 1.3671  | 0.3299 |            |                         |      |
| ۱۴۵   | ۱۰  | ۱۳ آوریل ۱۸۰۱                | ۴:۰۸:۰۶                           | جزئی   | 61.3N 11.7E              | 1.3152  | 0.4208 |            |                         |      |
| ۱۴۵   | ۱۱  | ۲۴ آوریل ۱۸۱۹                | ۱۱:۳۱:۵۹                          | جزئی   | 61.7N 108W               | 1.2579  | 0.5225 |            |                         |      |
| ۱۴۵   | ۱۲  | ۴ مه ۱۸۳۷                    | ۱۸:۴۸:۲۸                          | جزئی   | 62.3N 133.9E             | 1.1934  | 0.6381 |            |                         |      |
| ۱۴۵   | ۱۳  | ۱۶ مه ۱۸۵۵                   | ۲:۰۱:۱۲                           | جزئی   | 62.9N 16.6E              | 1.1249  | 0.7624 |            |                         |      |
| ۱۴۵   | ۱۴  | ۲۶ مه ۱۸۷۳                   | ۹:۰۸:۵۶                           | جزئی   | 63.7N 99.6W              | 1.0513  | 0.8971 |            |                         |      |
| ۱۴۵   | ۱۵  | ۶ ژوئن ۱۸۹۱                  | ۱۶:۱۵:۳۶                          | حلقه‌ای | 74.5N 163.8E             | ۰٫۹۷۵۴  | ۰٫۹۹۸۱ | ۳۳         | ۰ دقیقه و ۶ ثانیه       |      |
| ۱۴۵   | ۱۶  | خورشیدگرفتگی ۱۷ ژوئن ۱۹۰۹    | ۲۳:۱۸:۳۸                          | مرکب   | 82.9N 123.6E             | ۰٫۸۹۵۷  | ۱٫۰۰۶۵ | ۵۱         | ۰ دقیقه و ۲۴ ثانیه      |      |
| ۱۴۵   | ۱۷  | خورشیدگرفتگی ۲۹ ژوئن ۱۹۲۷    | ۶:۲۳:۲۷                           | کامل   | 78.1N 73.8E              | ۰٫۸۱۶۳  | ۱٫۰۱۲۸ | ۷۷         | ۰ دقیقه و ۵۰ ثانیه      |      |
| ۱۴۵   | ۱۸  | خورشیدگرفتگی ۹ ژوئیه ۱۹۴۵    | ۱۳:۲۷:۴۶                          | کامل   | 70N 17.2W                | ۰٫۷۳۵۶  | ۱٫۰۱۸  | ۹۲         | ۱ دقیقه و ۱۵ ثانیه      |      |
| ۱۴۵   | ۱۹  | خورشیدگرفتگی ۲۰ ژوئیه ۱۹۶۳   | ۲۰:۳۶:۱۳                          | کامل   | 61.7N 119.6W             | ۰٫۶۵۷۱  | ۱٫۰۲۲۴ | ۱۰۱        | ۱ دقیقه و ۴۰ ثانیه      |      |
| ۱۴۵   | ۲۰  | خورشیدگرفتگی ۳۱ ژوئیه ۱۹۸۱   | ۳:۴۶:۳۷                           | کامل   | 53.3N 134.1E             | ۰٫۵۷۹۲  | ۱٫۰۲۵۸ | ۱۰۸        | ۲ دقیقه و ۲ ثانیه       |      |
| ۱۴۵   | ۲۱  | خورشیدگرفتگی ۲۰ مرداد ۱۳۷۸   | ۱۱:۰۴:۰۹                          | کامل   | 45.1N 24.3E              | ۰٫۵۰۶۲  | ۱٫۰۲۸۶ | ۱۱۲        | ۲ دقیقه و ۲۳ ثانیه      |      |
| ۱۴۵   | ۲۲  | خورشیدگرفتگی ۲۱ اوت ۲۰۱۷     | ۱۸:۲۶:۴۰                          | کامل   | 37N 87.7W                | ۰٫۴۳۶۷  | ۱٫۰۳۰۶ | ۱۱۵        | ۲ دقیقه و ۴۰ ثانیه      |      |
| ۱۴۵   | ۲۳  | خورشیدگرفتگی ۲ سپتامبر ۲۰۳۵  | ۱:۵۶:۴۶                           | کامل   | 29.1N 158E               | ۰٫۳۷۲۷  | ۱٫۰۳۲  | ۱۱۶        | ۲ دقیقه و ۵۴ ثانیه      |      |
| ۱۴۵   | ۲۴  | خورشیدگرفتگی ۱۲ سپتامبر ۲۰۵۳ | ۹:۳۴:۰۹                           | کامل   | 21.5N 41.7E              | ۰٫۳۱۴   | ۱٫۰۳۲۸ | ۱۱۶        | ۳ دقیقه و ۴ ثانیه       |      |
| ۱۴۵   | ۲۵  | خورشیدگرفتگی ۲۳ سپتامبر ۲۰۷۱ | ۱۷:۲۰:۲۸                          | کامل   | 14.2N 76.7W              | ۰٫۲۶۲   | ۱٫۰۳۳۳ | ۱۱۶        | ۳ دقیقه و ۱۱ ثانیه      |      |
| ۱۴۵   | ۲۶  | خورشیدگرفتگی ۴ اکتبر ۲۰۸۹    | ۱:۱۵:۲۳                           | کامل   | 7.4N 162.8E              | ۰٫۲۱۶۷  | ۱٫۰۳۳۳ | ۱۱۵        | ۳ دقیقه و ۱۴ ثانیه      |      |
| ۱۴۵   | ۲۷  | ۱۶ اکتبر ۲۱۰۷                | ۹:۱۸:۲۷                           | کامل   | 1.1N 40.6E               | ۰٫۱۷۷۸  | ۱٫۰۳۳۲ | ۱۱۴        | ۳ دقیقه و ۱۶ ثانیه      |      |
| ۱۴۵   | ۲۸  | ۲۶ اکتبر ۲۱۲۵                | ۱۷:۳۰:۴۹                          | کامل   | 4.5S 83.6W               | ۰٫۱۴۶۱  | ۱٫۰۳۲۹ | ۱۱۲        | ۳ دقیقه و ۱۵ ثانیه      |      |
| ۱۴۵   | ۲۹  | ۷ نوامبر ۲۱۴۳                | ۱:۵۱:۱۶                           | کامل   | 9.4S 150.8E              | ۰٫۱۲۰۶  | ۱٫۰۳۲۶ | ۱۱۱        | ۳ دقیقه و ۱۴ ثانیه      |      |
| ۱۴۵   | ۳۰  | ۱۷ نوامبر ۲۱۶۱               | ۱۰:۱۹:۳۰                          | کامل   | 13.4S 23.6E              | ۰٫۱۰۱۲  | ۱٫۰۳۲۵ | ۱۱۰        | ۳ دقیقه و ۱۳ ثانیه      |      |
| ۱۴۵   | ۳۱  | ۲۸ نوامبر ۲۱۷۹               | ۱۸:۵۴:۱۸                          | کامل   | 16.5S 104.6W             | ۰٫۰۸۶۷  | ۱٫۰۳۲۵ | ۱۱۰        | ۳ دقیقه و ۱۲ ثانیه      |      |
| ۱۴۵   | ۳۲  | ۹ دسامبر ۲۱۹۷                | ۳:۳۵:۰۷                           | کامل   | 18.5S 126E               | ۰٫۰۷۶۹  | ۱٫۰۳۲۹ | ۱۱۱        | ۳ دقیقه و ۱۳ ثانیه      |      |
| ۱۴۵   | ۳۳  | ۲۱ دسامبر ۲۲۱۵               | ۱۲:۲۰:۰۸                          | کامل   | 19.5S 4.1W               | ۰٫۰۷۰۱  | ۱٫۰۳۳۶ | ۱۱۴        | ۳ دقیقه و ۱۴ ثانیه      |      |
| ۱۴۵   | ۳۴  | ۳۱ دسامبر ۲۲۳۳               | ۲۱:۰۷:۳۷                          | کامل   | 19.5S 134.7W             | ۰٫۰۶۴۹  | ۱٫۰۳۴۸ | ۱۱۷        | ۳ دقیقه و ۱۸ ثانیه      |      |
| ۱۴۵   | ۳۵  | ۱۲ ژانویه ۲۲۵۲               | ۵:۵۷:۰۵                           | کامل   | 18.5S 94E                | ۰٫۰۶۰۸  | ۱٫۰۳۶۵ | ۱۲۳        | ۳ دقیقه و ۲۳ ثانیه      |      |
| ۱۴۵   | ۳۶  | ۲۲ ژانویه ۲۲۷۰               | ۱۴:۴۶:۲۹                          | کامل   | 16.7S 37.3W              | ۰٫۰۵۶   | ۱٫۰۳۸۵ | ۱۳۰        | ۳ دقیقه و ۲۹ ثانیه      |      |
| ۱۴۵   | ۳۷  | ۲ فوریه ۲۲۸۸                 | ۲۳:۳۳:۴۷                          | کامل   | 14.2S 168.4W             | ۰٫۰۴۹۲  | ۱٫۰۴۱۲ | ۱۳۸        | ۳ دقیقه و ۳۹ ثانیه      |      |
| ۱۴۵   | ۳۸  | ۱۴ فوریه ۲۳۰۶                | ۸:۱۷:۴۹                           | کامل   | 11.3S 61E                | ۰٫۰۳۹۴  | ۱٫۰۴۴۱ | ۱۴۷        | ۳ دقیقه و ۴۹ ثانیه      |      |
| ۱۴۵   | ۳۹  | ۲۵ فوریه ۲۳۲۴                | ۱۶:۵۷:۳۲                          | کامل   | 8.1S 68.6W               | ۰٫۰۲۵۷  | ۱٫۰۴۷۵ | ۱۵۸        | ۴ دقیقه و ۲ ثانیه       |      |
| ۱۴۵   | ۴۰  | ۸ مارس ۲۳۴۲                  | ۱:۳۲:۱۴                           | کامل   | 4.9S 162.9E              | ۰٫۰۰۷۲  | ۱٫۰۵۱۱ | ۱۶۹        | ۴ دقیقه و ۱۶ ثانیه      |      |
| ۱۴۵   | ۴۱  | ۱۸ مارس ۲۳۶۰                 | ۹:۵۹:۲۲                           | کامل   | 1.8S 36.4E               | -۰٫۰۱۷۷ | ۱٫۰۵۴۹ | ۱۸۱        | ۴ دقیقه و ۳۳ ثانیه      |      |
| ۱۴۵   | ۴۲  | ۲۹ مارس ۲۳۷۸                 | ۱۸:۲۰:۲۳                          | کامل   | 1.1N 88.6W               | -۰٫۰۴۸  | ۱٫۰۵۸۷ | ۱۹۳        | ۴ دقیقه و ۵۱ ثانیه      |      |
| ۱۴۵   | ۴۳  | ۹ آوریل ۲۳۹۶                 | ۲:۳۳:۱۷                           | کامل   | 3.4N 148.7E              | -۰٫۰۸۵۱ | ۱٫۰۶۲۵ | ۲۰۶        | ۵ دقیقه و ۱۲ ثانیه      |      |
| ۱۴۵   | ۴۴  | ۲۰ آوریل ۲۴۱۴                | ۱۰:۳۹:۳۹                          | کامل   | 5N 27.7E                 | -۰٫۱۲۷۹ | ۱٫۰۶۶۱ | ۲۱۸        | ۵ دقیقه و ۳۳ ثانیه      |      |
| ۱۴۵   | ۴۵  | ۳۰ آوریل ۲۴۳۲                | ۱۸:۳۷:۳۱                          | کامل   | 5.8N 91W                 | -۰٫۱۷۸  | ۱٫۰۶۹۴ | ۲۲۹        | ۵ دقیقه و ۵۶ ثانیه      |      |
| ۱۴۵   | ۴۶  | ۱۲ مه ۲۴۵۰                   | ۲:۲۹:۴۴                           | کامل   | 5.6N 151.7E              | -۰٫۲۳۳  | ۱٫۰۷۲۲ | ۲۴۱        | ۶ دقیقه و ۱۹ ثانیه      |      |
| ۱۴۵   | ۴۷  | ۲۲ مه ۲۴۶۸                   | ۱۰:۱۵:۱۱                          | کامل   | 4.2N 36E                 | -۰٫۲۹۳۶ | ۱٫۰۷۴۴ | ۲۵۲        | ۶ دقیقه و ۴۱ ثانیه      |      |
| ۱۴۵   | ۴۸  | ۲ ژوئن ۲۴۸۶                  | ۱۷:۵۵:۲۸                          | کامل   | 1.8N 78.7W               | -۰٫۳۵۸۷ | ۱٫۰۷۶  | ۲۶۳        | ۶ دقیقه و ۵۹ ثانیه      |      |
| ۱۴۵   | ۴۹  | ۱۴ ژوئن ۲۵۰۴                 | ۱:۳۱:۰۳                           | کامل   | 1.9S 167.3E              | -۰٫۴۲۷۸ | ۱٫۰۷۶۹ | ۲۷۵        | ۷ دقیقه و ۱۰ ثانیه      |      |
| ۱۴۵   | ۵۰  | ۲۵ ژوئن ۲۵۲۲                 | ۹:۰۳:۴۵                           | کامل   | 6.6S 53.5E               | -۰٫۴۹۹۱ | ۱٫۰۷۶۹ | ۲۸۷        | ۷ دقیقه و ۱۲ ثانیه      |      |
| ۱۴۵   | ۵۱  | ۵ ژوئیه ۲۵۴۰                 | ۱۶:۳۴:۲۶                          | کامل   | 12.4S 60.6W              | -۰٫۵۷۲۲ | ۱٫۰۷۶  | ۳۰۰        | ۷ دقیقه و ۴ ثانیه       |      |
| ۱۴۵   | ۵۲  | ۱۷ ژوئیه ۲۵۵۸                | ۰:۰۳:۱۴                           | کامل   | 19.2S 175W               | -۰٫۶۴۶۶ | ۱٫۰۷۴۲ | ۳۱۵        | ۶ دقیقه و ۴۳ ثانیه      |      |
| ۱۴۵   | ۵۳  | ۲۷ ژوئیه ۲۵۷۶                | ۷:۳۲:۳۱                           | کامل   | 26.9S 69.5E              | -۰٫۷۲۰۳ | ۱٫۰۷۱۴ | ۳۳۴        | ۶ دقیقه و ۱۲ ثانیه      |      |
| ۱۴۵   | ۵۴  | ۷ اوت ۲۵۹۴                   | ۱۵:۰۲:۴۲                          | کامل   | 35.6S 47.4W              | -۰٫۷۹۲۸ | ۱٫۰۶۷۶ | ۳۶۱        | ۵ دقیقه و ۳۲ ثانیه      |      |
| ۱۴۵   | ۵۵  | ۱۸ اوت ۲۶۱۲                  | ۲۲:۳۵:۲۷                          | کامل   | 45.2S 166.8W             | -۰٫۸۶۲۹ | ۱٫۰۶۲۹ | ۴۰۷        | ۴ دقیقه و ۴۵ ثانیه      |      |
| ۱۴۵   | ۵۶  | ۳۰ اوت ۲۶۳۰                  | ۶:۱۰:۵۲                           | کامل   | 56.1S 68.9E              | -۰٫۹۳۰۲ | ۱٫۰۵۶۸ | ۵۱۴        | ۳ دقیقه و ۵۳ ثانیه      |      |
| ۱۴۵   | ۵۷  | ۹ سپتامبر ۲۶۴۸               | ۱۳:۵۱:۲۳                          | کامل   | 70.1S 79.1W              | -۰٫۹۹۲۹ | ۱٫۰۴۷۹ | -          | ۲ دقیقه و ۴۸ ثانیه      |      |
| ۱۴۵   | ۵۸  | ۲۰ سپتامبر ۲۶۶۶              | ۲۱:۳۷:۰۷                          | جزئی   | 72.2S 136E               | -1.0506 | 0.9186 |            |                         |      |
| ۱۴۵   | ۵۹  | ۱ اکتبر ۲۶۸۴                 | ۵:۲۸:۰۳                           | جزئی   | 72.1S 4.5E               | -1.1036 | 0.8161 |            |                         |      |
| ۱۴۵   | ۶۰  | ۱۳ اکتبر ۲۷۰۲                | ۱۳:۲۵:۵۲                          | جزئی   | 71.8S 128.5W             | -1.1504 | 0.7261 |            |                         |      |
| ۱۴۵   | ۶۱  | ۲۳ اکتبر ۲۷۲۰                | ۲۱:۳۰:۱۳                          | جزئی   | 71.2S 97.2E              | -1.1917 | 0.6475 |            |                         |      |
| ۱۴۵   | ۶۲  | ۴ نوامبر ۲۷۳۸                | ۵:۴۲:۲۷                           | جزئی   | 70.5S 38.5W              | -1.2259 | 0.5827 |            |                         |      |
| ۱۴۵   | ۶۳  | ۱۴ نوامبر ۲۷۵۶               | ۱۳:۵۹:۵۱                          | جزئی   | 69.6S 174.9W             | -1.2556 | 0.5271 |            |                         |      |
| ۱۴۵   | ۶۴  | ۲۵ نوامبر ۲۷۷۴               | ۲۲:۲۵:۱۵                          | جزئی   | 68.6S 47.4E              | -1.2785 | 0.4846 |            |                         |      |
| ۱۴۵   | ۶۵  | ۶ دسامبر ۲۷۹۲                | ۶:۵۵:۳۷                           | جزئی   | 67.6S 91W                | -1.2973 | 0.45   |            |                         |      |
| ۱۴۵   | ۶۶  | ۱۷ دسامبر ۲۸۱۰               | ۱۵:۳۱:۴۵                          | جزئی   | 66.5S 129.7E             | -1.3111 | 0.4248 |            |                         |      |
| ۱۴۵   | ۶۷  | ۲۸ دسامبر ۲۸۲۸               | ۰:۱۰:۲۰                           | جزئی   | 65.4S 9.7W               | -1.3228 | 0.4038 |            |                         |      |
| ۱۴۵   | ۶۸  | ۸ ژانویه ۲۸۴۷                | ۸:۵۲:۲۴                           | جزئی   | 64.5S 149.6W             | -1.3314 | 0.3886 |            |                         |      |
| ۱۴۵   | ۶۹  | ۱۸ ژانویه ۲۸۶۵               | ۱۷:۳۴:۲۱                          | جزئی   | 63.6S 70.9E              | -1.3398 | 0.3737 |            |                         |      |
| ۱۴۵   | ۷۰  | ۳۰ ژانویه ۲۸۸۳               | ۲:۱۵:۴۲                           | جزئی   | 62.8S 68.1W              | -1.3484 | 0.3583 |            |                         |      |
| ۱۴۵   | ۷۱  | ۱۰ فوریه ۲۹۰۱                | ۱۰:۵۴:۱۷                          | جزئی   | 62.1S 153.8E             | -1.359  | 0.3395 |            |                         |      |
| ۱۴۵   | ۷۲  | ۲۱ فوریه ۲۹۱۹                | ۱۹:۲۹:۴۶                          | جزئی   | 61.7S 16.6E              | -1.3716 | 0.3168 |            |                         |      |
| ۱۴۵   | ۷۳  | ۴ مارس ۲۹۳۷                  | ۳:۵۸:۳۴                           | جزئی   | 61.3S 118.8W             | -1.3893 | 0.2851 |            |                         |      |
| ۱۴۵   | ۷۴  | ۱۵ مارس ۲۹۵۵                 | ۱۲:۲۱:۱۵                          | جزئی   | 61.2S 107.5E             | -1.4112 | 0.2456 |            |                         |      |
| ۱۴۵   | ۷۵  | ۲۵ مارس ۲۹۷۳                 | ۲۰:۳۵:۴۴                          | جزئی   | 61.2S 24.2W              | -1.4393 | 0.1949 |            |                         |      |
| ۱۴۵   | ۷۶  | ۶ آوریل ۲۹۹۱                 | ۴:۴۳:۰۳                           | جزئی   | 61.4S 154.2W             | -1.4726 | 0.1346 |            |                         |      |
| ۱۴۵   | ۷۷  | ۱۷ آوریل ۳۰۰۹                | ۱۲:۳۹:۲۲                          | جزئی   | 61.7S 78.6E              | -۱٫۵۱۴۱ | ۰٫۰۵۹۶ |            |                         |      |